# Política internacional
La política internacional es una relación  sociocultural.
Para cada Estado, sus principales prioridades en política exterior están al mismo nivel en los Estados geográficamente colindantes, en las relaciones con aquellos países que tienen voto en las Naciones Unidas, en los organismos internacionales con sede principalmente en Nueva York y Ginebra y con aquellos países con los que mantiene relaciones económicas privilegiadas.
La política exterior moderna debe obedecer a criterios de Estado; a una percepción de la síntesis histórica de la ubicación de un país en el mundo, a una lectura adecuada de los desafíos de la globalización y de su impacto en la vida de cada uno de los individuos de una nación.

## Variable de política interna
La política externa es, también, una variable de la política interna. Los procesos internacionales, políticos, estratégicos, comerciales, financieros, sociales, demográficos, científico-tecnológicos, culturales y de comunicación, pueden influir negativamente o positivamente en los esfuerzos de un gobierno para consolidar la democracia y el estado de derecho,  avanzando en la transformación.

## Interpretación de la realidad nacional e internacional
La política internacional interpreta la realidad nacional y la relaciona con las tendencias positivas y a veces negativas de la globalización, en función de las relaciones limítrofes, regionales y mundiales. De los resultados de la ecuación entre las demandas del proceso político, económico y social interno, y los límites y posibilidades que ofrece el entorno mundial globalizado, surgen las bases conceptuales, los atributos, los intereses nacionales, los principios, la agenda, las prioridades y el modelo de gestión institucional de la política exterior de un país.
En el estado moderno, las instituciones de gobierno constituyen los instrumentos políticos generalmente aceptados para mantener un marco de orden en la sociedad y en los estados.

## Objetivos
El objetivo de la política exterior es el de generar y preservar un ambiente de paz, distensión, estabilidad y respeto del derecho internacional, en los ámbitos limítrofe, subregional, regional y mundial, con la finalidad de obtener el escenario más idóneo que permita aplicar una diplomacia adecuada a sus intereses. Una diplomacia para el desarrollo económico y social con equidad. 
Se aspira normalmente a un mundo basado en el equilibrio, respetuoso de los principios del derecho internacional, en el que el multilateralismo lejos de debilitarse se fortalezca. Un mundo donde se entienda que la globalización requiere de una gobernabilidad basada en los valores de los derechos humanos.
Una estructura internacional donde haya menos desigualdad entre naciones y al interior de estas. Un mundo que haga del desarrollo sustentable no solo un programa, sino una realidad en la que el eje de la sostenibilidad sean los seres humanos.

## Principios históricos
En este contexto, la política exterior se sustenta en algunos principios históricos y en otros que se derivan de la modernidad: 
- Autonomía y afirmación de los referentes nacionales y sociales de la política exterior.
- Preservación de la soberanía nacional y de la integridad del Estado.
- Solución pacífica de las controversias.
- Promoción de los valores de la democracia y del respeto a los derechos humanos.
- Protección de los intereses nacionales y en el exterior.
- Regionalismo abierto, solidaridad y apertura a las corrientes universales.
- Unidad, coherencia y descentralización en la gestión de la política exterior.

## Multidimensional
Esta agenda básica se aplica utilizando todos los instrumentos de la política exterior, bilaterales y multilaterales siendo la política internacional multidimensional. 
En el mundo actual, la globalización ha reducido los espacios y ha ampliado las comunicaciones, por ello la diplomacia directa del jefe de Estado o de gobierno también es un instrumento esencial de las relaciones internacionales contemporáneas. También ordenada civilmente en cada estado retrospectivo.